# 丘托韋
49°43′18″N 35°10′10″E / 49.72167°N 35.16944°E
丘托韋（烏克蘭語：Чутове），是烏克蘭中部波爾塔瓦州波爾塔瓦區丘托韦市镇内的市級鎮及其行政中心。曾是原丘托韋區的区府。距離瓦爾基38公里，始建於1743年，海拔高度104米，2013年人口5,921。